# Cyril Miranda
Cyril Miranda (* 25. März 1985 in Le Chenit) ist ein ehemaliger französischer Skilangläufer. Er trat vorwiegend in der Disziplin Sprint an.

## Werdegang
Miranda lief sein erstes Weltcuprennen im Dezember 2006 in La Clusaz, welches er aber nicht beendete. Seine ersten Weltcuppunkte holte er im Januar 2007 in Otepää mit dem 17. Platz im Sprint. Bei den U23-Weltmeisterschaften 2008 in Mals gewann er Silber im Sprint. In der Saison 2007/08 erreichte er zwei Top-Zehn-Platzierungen bei Weltcuprennen, dabei einmal den fünften Platz im Sprint in Stockholm und beendete die Saison auf dem 62. Platz im Gesamtweltcup und den 26. Rang in der Sprintwertung. Dies sind seine besten Weltcupgesamtergebnisse und sein bestes Ergebnis im Weltcupeinzel. Die Tour de Ski 2008/09 beendete er auf dem 45. Rang. Bei den nordischen Skiweltmeisterschaften 2009 in Liberec erreichte er den zehnten Platz im Sprint und den fünften Platz im Teamsprint. Bei den Olympischen Winterspielen 2010 in Vancouver belegte er den 16. Rang im Sprint und den siebten Platz im Teamsprint. Den 42. Rang im Sprint und den achten Platz im Teamsprint errang er bei den nordischen Skiweltmeisterschaften 2011 in Oslo. Bei den nordischen Skiweltmeisterschaften 2013 im Val di Fiemme erreichte er den 18. Platz im Sprint. Seine besten Platzierungen bei den Olympischen Winterspielen 2014 in Sotschi waren der 16. Platz im Sprint und der zehnte Rang im Teamsprint. Letztmals im Weltcup startete er im Februar 2015 in Östersund, wobei er den 42. Platz im Sprint errang.

## Teilnahmen an Weltmeisterschaften und Olympischen Winterspielen

### Olympische Spiele
- 2010 Vancouver: 7. Platz Teamsprint Freistil, 16. Platz Sprint klassisch, 38. Platz 50 km klassisch Massenstart
- 2014 Sotschi: 10. Platz Teamsprint klassisch, 16. Platz Sprint Freistil, 56. Platz 15 km klassisch

### Nordische Skiweltmeisterschaften
- 2007 Sapporo: 11. Platz Teamsprint Freistil, 12. Platz Sprint klassisch
- 2009 Liberec: 5. Platz Teamsprint klassisch, 10. Platz Sprint Freistil
- 2011 Oslo: 8. Platz Teamsprint klassisch, 42. Platz Sprint Freistil
- 2013 Val di Fiemme: 18. Platz Sprint klassisch

## Platzierungen im Weltcup

### Weltcup-Statistik
Die Tabelle zeigt die erreichten Platzierungen im Einzelnen.
- 1.–3. Platz: Anzahl der Podiumsplatzierungen
- Top 10: Anzahl der Platzierungen unter den ersten zehn
- Punkteränge: Anzahl der Platzierungen innerhalb der Punkteränge
- Starts: Anzahl gelaufener Rennen in der jeweiligen Disziplin
- Hinweis: Bei den Distanzrennen erfolgt die Einordnung gemäß FIS.

| Platzierung         | Distanzrennen a | Distanzrennen a | Distanzrennen a | Distanzrennen a | Distanzrennen a | Skiathlon Verfolgung | Sprint | Etappen- rennen b | Gesamt | Team c | Team c  |
| Platzierung         | ≤ 5 km          | ≤ 10 km         | ≤ 15 km         | ≤ 30 km         | > 30 km         | Skiathlon Verfolgung | Sprint | Etappen- rennen b | Gesamt | Sprint | Staffel |
| ------------------- | --------------- | --------------- | --------------- | --------------- | --------------- | -------------------- | ------ | ----------------- | ------ | ------ | ------- |
| 1. Platz            |                 |                 |                 |                 |                 |                      |        |                   |        |        |         |
| 2. Platz            |                 |                 |                 |                 |                 |                      |        |                   |        |        |         |
| 3. Platz            |                 |                 |                 |                 |                 |                      |        |                   |        |        |         |
| Top 10              |                 |                 |                 |                 |                 |                      | 5      |                   | 5      | 4      | 1       |
| Punkteränge         | 2               |                 | 4               |                 |                 |                      | 25     |                   | 31     | 10     | 3       |
| Starts              | 8               | 5               | 12              | 2               |                 | 16                   | 56     | 5                 | 104    | 10     | 3       |
| Stand: Karriereende |                 |                 |                 |                 |                 |                      |        |                   |        |        |         |

### Weltcup-Gesamtplatzierungen
| Saison  | Gesamt | Gesamt | Distanz | Distanz | Sprint | Sprint |
| Saison  | Punkte | Platz  | Punkte  | Platz   | Punkte | Platz  |
| ------- | ------ | ------ | ------- | ------- | ------ | ------ |
| 2006/07 | 28     | 95.    | 9       | 88.     | 19     | 53.    |
| 2007/08 | 99     | 62.    | -       | -       | 99     | 26.    |
| 2008/09 | 94     | 64.    | -       | -       | 94     | 28.    |
| 2009/10 | 85     | 72.    | 1       | 123.    | 84     | 30.    |
| 2010/11 | 59     | 81.    | 19      | 72.     | 40     | 50.    |
| 2011/12 | 37     | 96.    | 24      | 74.     | 13     | 81.    |
| 2012/13 | 9      | 147.   | -       | -       | 9      | 89.    |
| 2013/14 | 48     | 91.    | 5       | 99.     | 43     | 46.    |
| 2014/15 | 2      | 152.   | -       | -       | 2      | 94.    |